# Pauza (notacja muzyczna)
Pauza – znak graficzny o określonej wartości, zapisywany w notacji muzycznej, który określa czas trwania ciszy lub czas, w którym instrument lub głos jest nieaktywny.

Zapis pauz na pięciolinii

Poszczególne pauzy wyrażają względną długość trwania ciszy. Bezwzględna długość przerwy w muzyce zależy od tempa, w jakim utwór został napisany. Czas trwania pauzy jest taki sam, jak czas trwania odpowiadającej jej nuty o tej samej wartości rytmicznej: pauza całonutowa odpowiada całej nucie, pauza półnutowa odpowiada półnucie, pauza ćwierćnutowa odpowiada ćwierćnucie itd.
Pauza całonutowa stosowana jest też do zaznaczenia przerwy w grze lub śpiewie obejmującej cały takt (również w taktach, w których nie mieści się cała nuta, np. 3/4, 6/8 i inne).
Długość trwania pauzy może być przedłużona, podobnie jak długość nuty, przez kropkę lub fermatę.

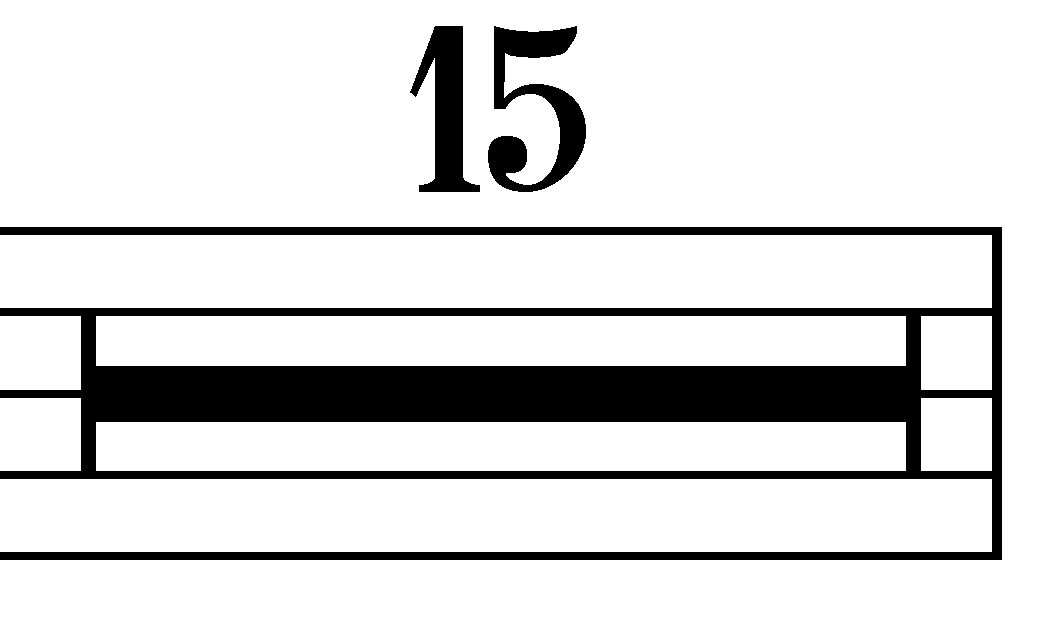
Pauza wielotaktowa (tu: piętnastotaktowa)

Pauza wielotaktowa to pozioma kreska z określoną liczbą taktów.
| Nazwa pauzy                        | Symbol pauzy                   | Symbol odpowiadającej jej nuty |
| ---------------------------------- | ------------------------------ | ------------------------------ |
| pauza całonutowa pauza całotaktowa | pauza całonutowa               | cała nuta                      |
| pauza półnutowa                    | pauza półnutowa                | półnuta                        |
| pauza ćwierćnutowa                 | lub                            | ćwierćnuta                     |
| pauza ósemkowa                     | pauza ósemkowa                 | ósemka                         |
| pauza szesnastkowa                 | pauza szesnastkowa             | szesnastka                     |
| pauza trzydziestodwójkowa          | pauza trzydziestodwójkowa      | trzydziestodwójka              |
| pauza sześćdziesięcioczwórkowa     | pauza sześćdziesięcioczwórkowa | sześćdziesięcioczwórka         |
| pauza stodwudziestoósemkowa        | pazua stodwudziestoósemkowa    | stodwudziestoósemka            |

| Nazwa pauzy                      | Symbol pauzy                  | Symbol odpowiadającej jej nuty |
| -------------------------------- | ----------------------------- | ------------------------------ |
| maxima (o wartości 8 całych nut) | pauza o wartości 8 całych nut | maxima                         |
| longa (o wartości 4 całych nut)  | pauza o wartości 4 całych nut | longa                          |
| breve (o wartości 2 całych nut)  | pauza o wartości 2 całych nut | lub                            |